# Académie de Nancy-Metz

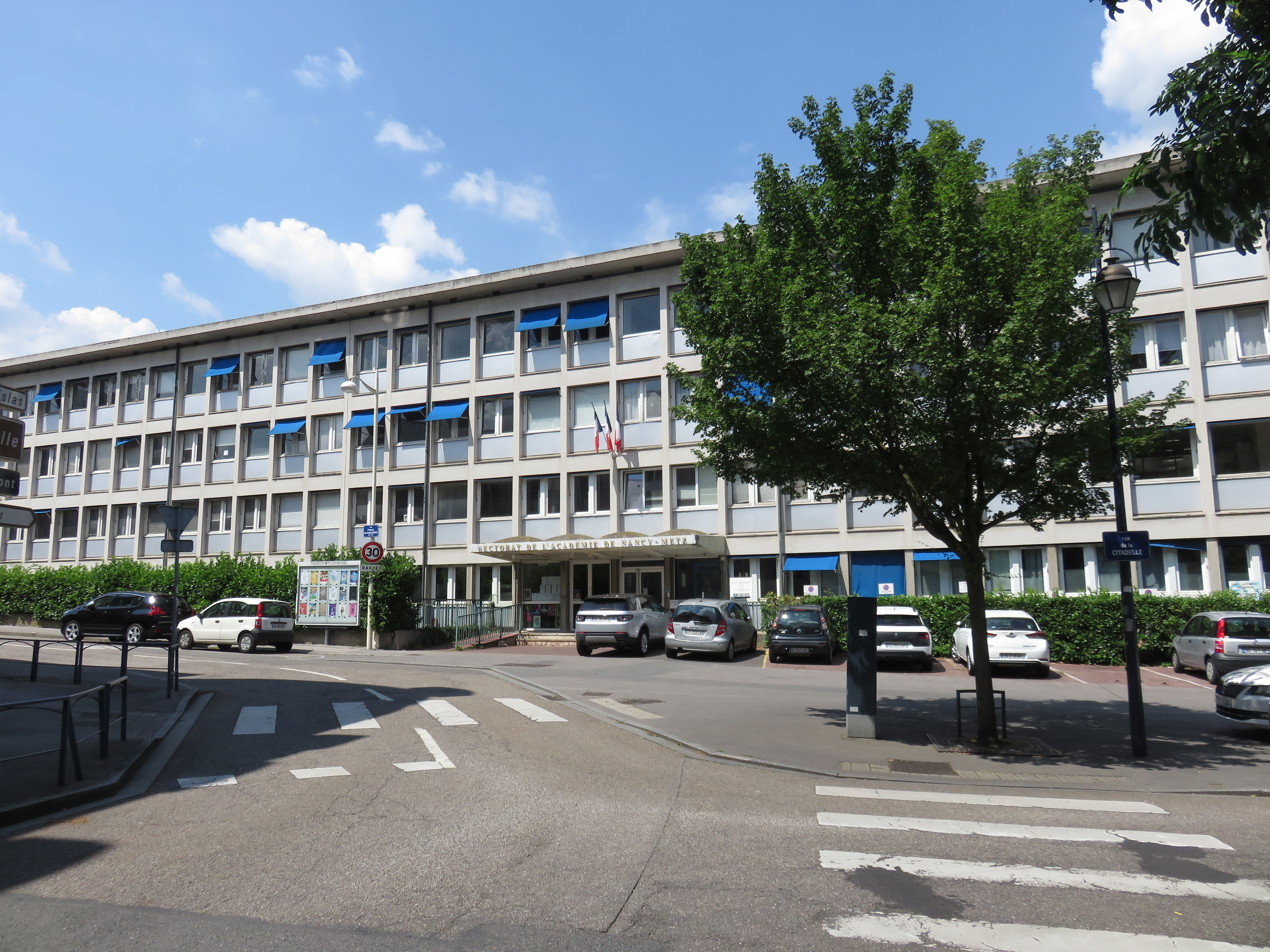
Rectorat de L'Académie de Nancy-Metz en 2018

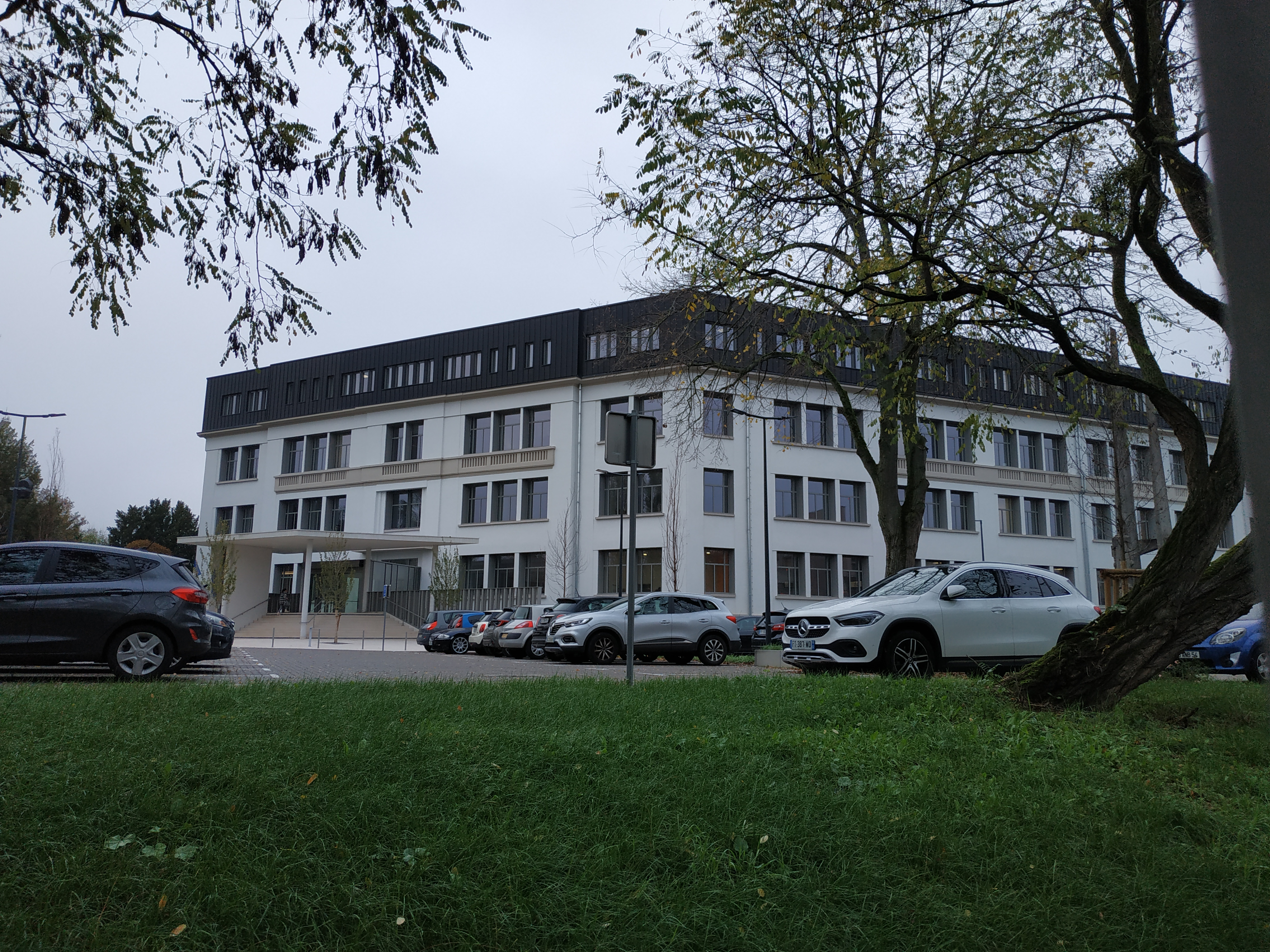
Nouveau siège du rectorat, rue de Saurupt

L'académie de Nancy-Metz est une circonscription éducative française correspondant à l'ancienne région Lorraine.
Son siège est à Nancy. C'est une des trois académies de la région Grand Est dont c'est le rectorat de région académique.
Le recteur, Pierre-François Mourier, a été nommé en conseil des ministres le 23 octobre 2024, recteur de la région académique Grand Est, recteur de l'académie de Nancy-Metz.
À la rentrée 2021, l'académie scolarise 385 997 élèves de la maternelle à la terminale. Ces élèves sont répartis dans 617 écoles maternelles, 1415 écoles élémentaires, 254 collèges, 88 lycées généraux et technologiques, 58 lycées professionnels et 3 EREA. L'académie emploie 29 751 personnels enseignants et 10 751 personnels ATSS, de direction, d'éducation, d'information et d'orientation, d'inspection, AESH et assistants d'éducation.

## Histoire
En 1809 sont fondées l'académie de Nancy (pour la Meurthe, la Meuse et les Vosges) et l'académie de Metz (pour la Moselle). Elles sont toutes deux supprimées en 1848.
Le 14 juin 1854 est recréée l'académie de Nancy, pour les quatre départements.
À la suite de la guerre franco-allemande de 1870, l'Allemagne annexe une grande partie de la Moselle et une petite de la Meurthe et rattache le tout à l'académie de Strasbourg. L'académie de Nancy ne concerne alors plus que les trois départements de Meuse, des Vosges et le jeune département de Meurthe-et-Moselle.
Lorsque l'Alsace-Moselle revient en France en 1918, l'académie de Nancy couvre alors les départements de Meurthe-et-Moselle, de la Meuse et des Vosges, et l'académie de Strasbourg les deux départements d'Alsace et la Moselle. En 1972 ce dernier est de nouveau rattaché à l'académie de Nancy qui est renommée « académie de Nancy-Metz ».
La chancellerie des universités de Nancy-Metz est supprimée au 1er janvier 2020 par décret.
Les nouveaux locaux du rectorat, situés au 9 rue des Brice à Nancy, ont été inaugurés le 17 septembre 2022.

## Liste des recteurs
Les recteurs de l'académie ont été successivement :
| Recteur                        | Décret de nomination | Décret de nomination |
| Académie de Nancy              | Académie de Nancy    | Académie de Nancy    |
| ------------------------------ | -------------------- | -------------------- |
| Jean-Jacques Guillemin         | 1865                 |                      |
| Louis Maggiolo                 | 1868                 |                      |
| Antoine Dareste de La Chavanne | 1871                 |                      |
| Paul Jacquinet                 | 1873                 |                      |
| Ernest Mourin                  | 1879                 |                      |
| Amédée Guasquet                | 14 mars 1893         | [ JORF 1 ]           |
| Charles Adam                   | 26 septembre 1902    | [ JORF 2 ]           |
| Louis Bruntz                   | 17 janvier 1929      | [ JORF 3 ]           |
| Félix Senn                     | 1940                 |                      |
| Pierre Donzelot                | 1946                 |                      |
| Jean Capelle                   | 19 mai 1948          | [ JORF 4 ]           |
| Gilbert Mayer                  | 4 novembre 1954      | [ JORF 5 ]           |
| Paul Imbs                      | 30 septembre 1960    | [ JORF 6 ]           |
| Jacques Bompaire               | 27 octobre 1967      | [ JORF 7 ]           |
| Jean-Claude Groshens           | 9 juin 1969          | [ JORF 8 ]           |
| Paul Pastour                   | 26 mars 1970         | [ JORF 9 ]           |
| Académie de Nancy-Metz         |                      |                      |
| Bertrand Saint-Sernin          | 23 juillet 1976      | [ JORF 10 ]          |
| Claude Chalin                  | 29 janvier 1982      | [ JORF 11 ]          |
| Claude Mesliand                | 4 décembre 1985      | [ JORF 12 ]          |
| William Marois                 | 23 novembre 1992     | [ JORF 13 ]          |
| Joseph Losfeld                 | 30 juillet 1997      | [ JORF 14 ]          |
| Roland Debbasch                | 31 octobre 2002      | [ JORF 15 ]          |
| Michel Leroy                   | 16 juillet 2004      | [ JORF 16 ]          |
| Jean-Jacques Pollet            | 9 avril 2009         | [ JORF 17 ]          |
| Béatrice Gille                 | 28 septembre 2012    | [ JORF 18 ]          |
| Gilles Pécout                  | 4 juin 2014          | [ JORF 19 ]          |
| Marie Reynier                  | 15 septembre 2016    | [ JORF 20 ]          |
| Florence Robine                | 7 juillet 2017       | [ JORF 21 ]          |
| Jean-Marc Huart                | 24 juillet 2019      | [ JORF 22 ]          |
| Richard Laganier               | 13 juillet 2022      | [ JORF 23 ]          |
| Pierre-François Mourier        | 23 octobre 2024      | [ JORF 24 ]          |